# Charles Delporte (kunstenaar)

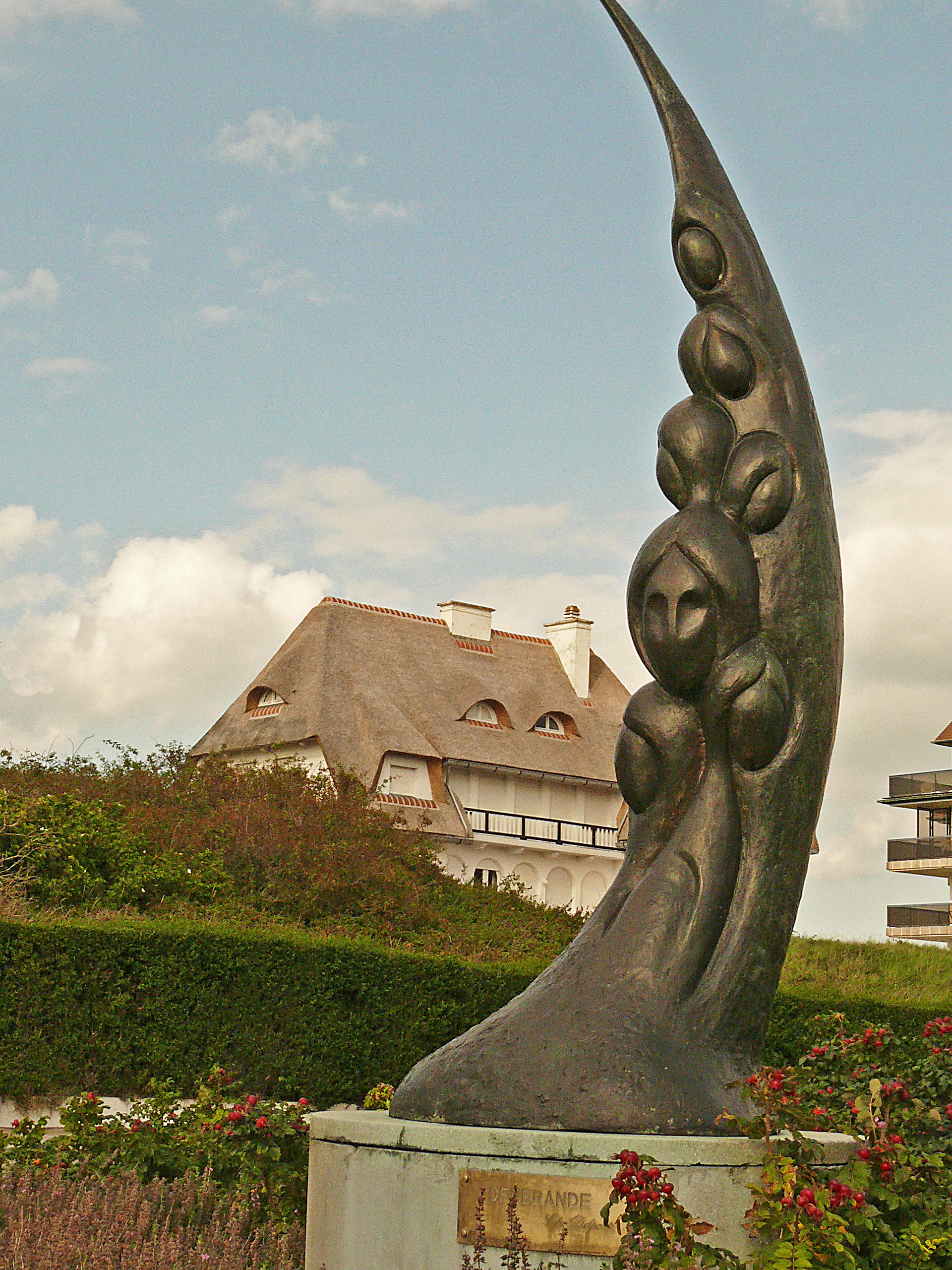
"Offerande aan Brazilia", Zoute, Knokke-Heist

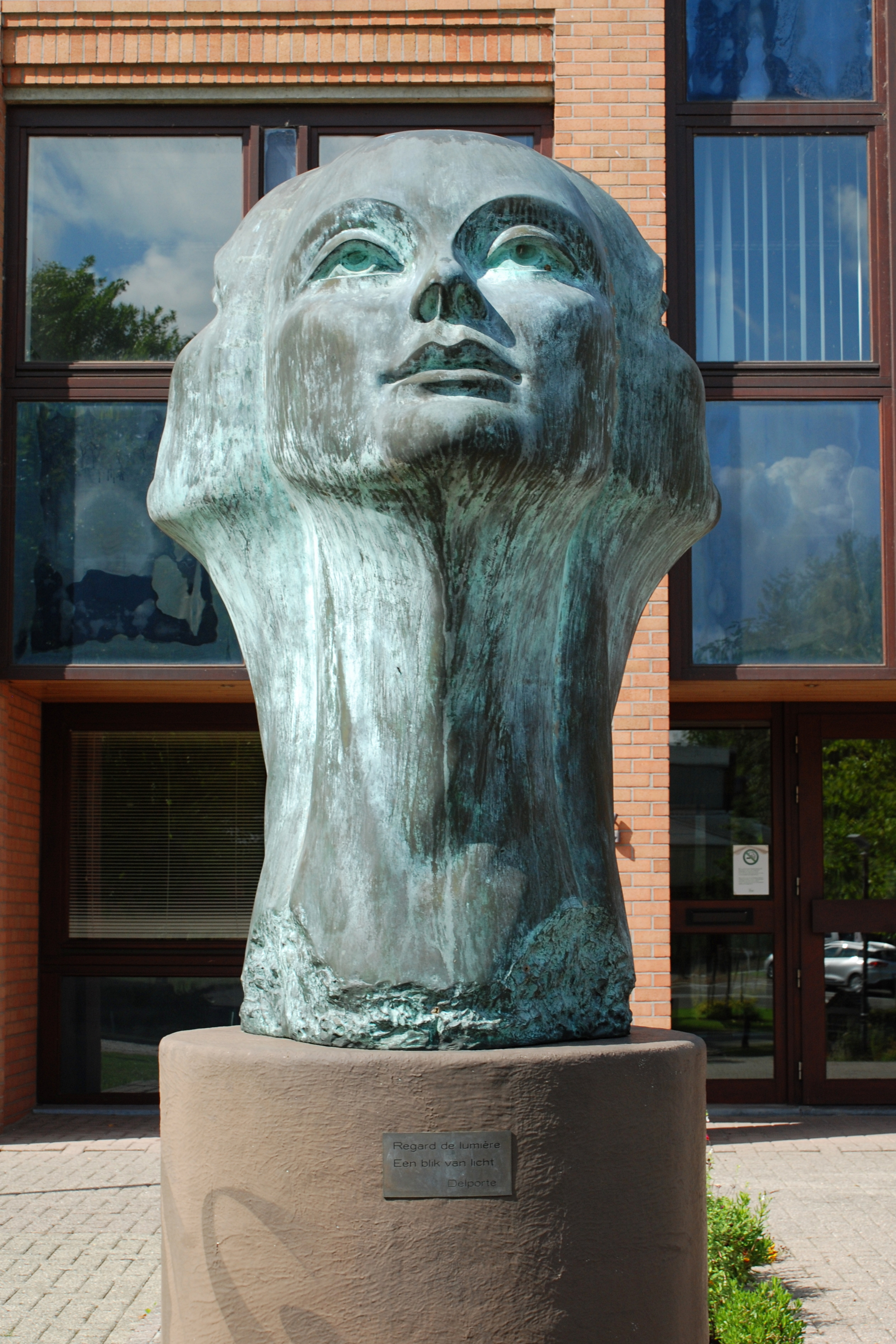
Regard de Lumière, Louvain-la-Neuve

Charles Delporte (Marcinelle, 4 december 1928 – Charleroi, 6 november 2012) was een Belgische schilder en beeldhouwer.
Delportes werk wordt beschreven als dat van een ziener die de alchemie herontdekt heeft en zijn werk op wetenschappelijke basis stoelt. In zijn werk zijn vier stromingen te onderscheiden: realistisch, genetisch, geofysich en nucleair. Wereldwijd zijn meer dan 300 van zijn beeldende kunstwerken tentoongesteld in museums, organisaties, kerken en steden, zoals de Koninklijke Musea voor Schone Kunsten van België, het Koninklijk Paleis van Brussel, het Élysée-paleis en de Nationale Bibliotheek in Parijs, het Museum voor Hedendaagse Kunst in Tokio, het Museum voor Moderne Kunst in São Paulo, het Museum voor Schone Kunsten in Montevideo, de Belgische ambassade in Peking, de Universiteit van Houston, Sint-Pauluskerk (Antwerpen) en veel meer.
Daarnaast geniet Delporte ook erkenning als dichter and zanger, waarbij dit werk vaak hecht verbonden is met zijn schilderijen en beeldhouwwerken.
In Damme was van 1990 tot 2013 een museum naar hem opgericht, het Museum Charles Delporte.
Hij werd door paus Johannes Paulus II verheven tot de Orde van Sint-Silvester, een pauselijke ridderorde.
Charles Delporte was de broer van zanger en schrijver Paul Louka en van dichter Jacques Viesvil, en een volle neef van stripscenarist Yvan Delporte.